# .gf
.gf es el dominio de nivel superior geográfico (ccTLD) para Guyana Francesa.